# Jean-Christophe Angelini
Jean-Christophe Angelini (Porto Vecchio, 27 novembre 1975) è un politico francese, esponente del nazionalismo corso.

## Biografia
Jean-Christophe Angelini è il segretario nazionale del Partito della Nazione Corsa dal 2002. 
Ha presentato con Gilles Simeoni la lista Femu a Corsica per le elezioni regionali del 14 e 21 marzo 2010, risultando eletto insieme con altri 10 colleghi di partito.
Alle elezioni del marzo 2010, la lista in alleanza con Gilles Simeoni di Femu a Corsica ha ottenuto al primo turno il 18,40 % dei voti; al secondo ha raccolto il 25,89 % dei voti ed è stato eletto all'Assemblea della Corsica insieme con altri 10 colleghi di partito. Nel 2011, J.-C. Angelini è stato eletto consigliere generale del cantone di Porto Vecchio, battendo il consigliere uscente UMP e ex presidente dell'Assemblea della Corsica Camille de Rocca Serra.